# 蕭子雲
蕭 子雲（しょう しうん、487年 - 549年）は、南朝斉の皇族。梁の官僚・書家・歴史家。字は景喬。

## 経歴
斉の豫章王蕭嶷の九男として生まれた。建武4年（497年）、新浦県侯に封じられた。
天監元年（502年）、梁が建国されると、子雲は子爵に降格された。成長すると学問につとめ、晋代を扱った歴史書のないことを気に掛けて、その編纂をおこなった。26歳のときに『晋書』110巻を完成させて、これを奏上すると、宮中の秘閣に所蔵された。また書は鍾繇や王羲之の字体に学んで草書・隷書を得意とし、飛白体の書は最も珍重された。
出仕を渋っていたが、30歳のときにようやく秘書郎を初任とした。太子舎人に転じ、『東宮新記』20巻を編纂して奏上した。北中郎外兵参軍・晋安王文学・司徒主簿・丹陽尹丞を歴任した。湘東王蕭繹が丹陽尹となると、子雲は蕭繹に気に入られて、深い親交を結んだ。北中郎廬陵王諮議参軍に転じ、尚書左丞を兼ねた。大通元年（527年）、黄門郎に任じられた、まもなく軽車将軍の号を受け、司徒左長史を兼ねた。大通2年（528年）、入朝して吏部となった。大通3年（529年）、長兼侍中に転じた。同年（中大通元年）、太府卿に転じた。中大通3年（531年）、貞威将軍・臨川郡内史として出向した。建康に召還されて、散騎常侍の位を受け、まもなく再び侍中となった。大同2年（536年）、員外散騎常侍・国子祭酒に転じ、南徐州大中正を兼ねた。ほどなく祭酒・中正のまま、再び侍中となった。郊廟祭祀の犠牲と楽辞を改めるよう提案して、武帝に聞き入れられた。
大同7年（541年）、仁威将軍・東陽郡太守として出向した。中大同元年（546年）、建康に召還されて宗正卿に任じられた。太清元年（547年）、再び侍中・国子祭酒となり、南徐州大中正を兼ねた。太清2年（548年）、侯景の反乱軍が迫ると、子雲は民間に逃亡した。太清3年（549年）3月、台城が陥落すると、子雲は東方の晋陵に逃れ、顕霊寺の僧房で餓死した。享年は63。

## 子女
次男の蕭特は字を世達といい、若くして名を知られ、草書や隷書を得意とした。著作佐郎・太子舎人・宣恵主簿・中軍記室を歴任した。海塩県令として出向し、事件に連座して免官された。25歳で父に先だって死去した。

## 伝記資料
- 『梁書』巻35 列伝第29
- 『南史』巻42 列伝第32